# Laboratoire de recherche et développement pour la défense
Le Laboratoire de recherche et développement pour la défense (en anglais, Defence Research and Development Laboratory, DRDL) est un laboratoire de recherche indien de développement de missiles, qui fait partie de l’Organisation de recherche et développement pour la défense (DRDO). Leur charte est centrée sur la conception, le développement et l’évaluation en vol de divers types de systèmes de missiles pour les forces armées indiennes. L’énoncé de la vision de l’organisation se lit comme suit :
« Être une société de conception et de développement de systèmes d'armes à base de missiles nécessaires à des applications tactiques à partir de multiples plates-formes. »
Sa mission déclarée est de :
« Développer l’infrastructure et les technologies de pointe requises pour les différentes classes de missiles. Transférer la technologie à l’agence de production de produits de missiles guidés.

## Histoire
En 1958, le gouvernement indien a constitué une équipe d’ingénieurs indiens, principalement issus des usines indiennes de munitions, appelée « équipe de développement d’armes spéciales », pour faire des recherches sur le développement d’armes guidées. Elle a été fondée par S. P. Chakravarti, le père de l’ingénierie de l’électronique et des télécommunications en Inde, qui a également fondé le DLRL et le LRDE. Cette équipe a ensuite été élargie au DRDL, un laboratoire à part entière, en juin 1961, sur le campus du Centre des sciences de la défense, à Delhi. Le laboratoire s’est ensuite déplacé à Hyderabad après que le gouvernement de l’État leur ait affecté l’ancienne caserne de l’armée du Nizam. C’est ainsi qu’est né le Laboratoire de recherche et développement pour la défense (DRDL), sous l’égide de l’Organisation de recherche et de développement pour la défense (DRDO).